# Tropaeolum sanctae-catharinae
Tropaeolum sanctae-catharinae là một loài thực vật có hoa trong họ Tropaeolaceae. Loài này được Sparre miêu tả khoa học đầu tiên năm 1972.